# NGC 509
NGC 509 је спирална галаксија у сазвежђу Рибе која се налази на NGC листи објеката дубоког неба. Удаљена је приближно 87 милиона светлосних година од Земље. Открио ју је немачки астроном Алберт Март 1. октобра 1864.
Деклинација објекта је + 9° 26' 0" а ректасцензија 1h 23m 24,1s. Привидна величина (магнитуда) објекта NGC 509 износи 13,7 а фотографска магнитуда 14,6. NGC 509 је још познат и под ознакама UGC 932, MCG 1-4-45, CGCG 411-43, PGC 5080.